# Carl Wehmer (Chemiker)

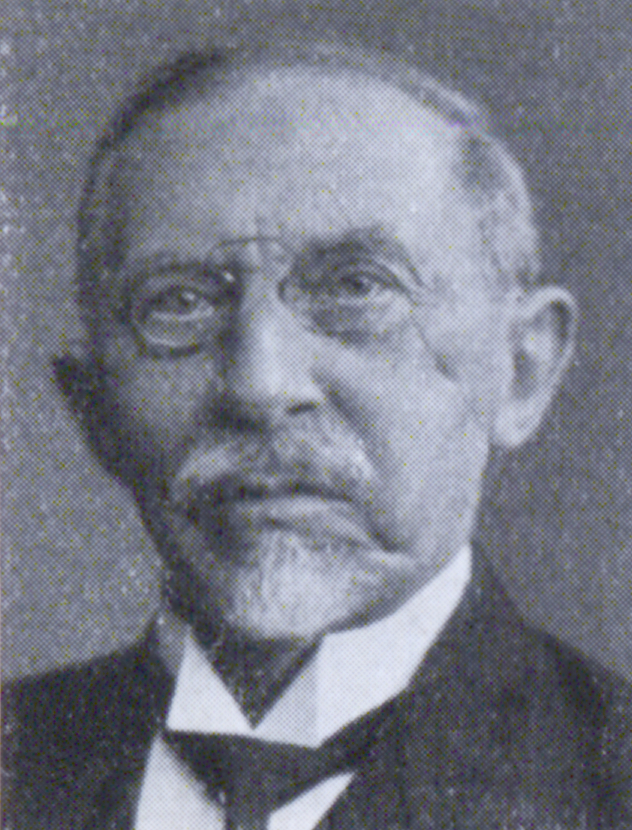
Carl Wehmer, um 1931

Carl Friedrich Wilhelm Wehmer (* 20. September 1858 in Freiburg/Elbe; † 11. Januar 1935 in Hannover) war ein deutscher Chemiker und Mykologe. 

## Leben
Wehmer war der Sohn eines Anwalts und studierte ab 1877 an der Georg-August-Universität Chemie. Noch im selben Jahr wurde er im Corps Teutonia Göttingen recipiert. Er schrieb seine Doktorarbeit als Chemiker bei Bernhard Tollens und wurde 1886 zum Dr. phil. promoviert. 1887 wurde Wehmer nach der Lehramtsprüfung zunächst Referendar im preußischen Schuldienst. Anschließend war er wissenschaftlicher Assistent, zunächst am Botanischen Institut der Universität Marburg, dann unter dem Botaniker Wilhelm Pfeffer an der Universität Leipzig. 1892 wurde Wehmer als Privatdozent für technische Mykologie und Mikroskopie an die Technische Hochschule Hannover berufen und dort 1898 Titularprofessor. In Hannover entdeckte er 1893 die Citronensäuregärung bei Pilzen und entwickelte in der Folge deren wirtschaftliche Nutzung. Wehmer war in Hannover ab 1910 Leiter des Bakteriologisch-Chemischen und Mikroskopischen Laboratoriums der Hochschule. Er wurde 1919 ordentlicher Honorarprofessor der TH Hannover und erhielt 1924 an der TH Hannover den Lehrauftrag für Botanik. 1932 wurde er in die Deutsche Akademie der Naturforscher Leopoldina gewählt.

## Schriften
- Beiträge zur Kenntnis einheimischer Pilze. 3 Bände. 1893–1915;
  - Band 1: Zwei neue Schimmelpilze als Erreger einer Citronensäure-Gärung. Hahn, Hannover u. a. 1893;
  - Band 2: Untersuchungen über die Fäulnis der Früchte. Fischer, Jena 1895;
  - Band 3: Experimentelle Hausschwammstudien. Fischer, Jena 1915.
- Zur Bakteriologie und Chemie der Heringslake (= Abhandlungen des deutschen Seefischerei-Vereins. Bd. 3, Nr. 1, ZDB-ID 989368-4). O. Salle, Berlin 1898.
- Die Pflanzenstoffe. Botanisch-systematisch bearbeitet. Chemische Bestandteile und Zusammensetzung der einzelnen Pflanzenarten. Rohstoffe und Produkte. Phanerogamen. Fischer, Jena 1911, (Digitalisat), (2., neubearbeitete und vermehrte Auflage. 2 Bände. ebenda 1929–1931; Ergänzungsband zur 2. Auflage: Nachträge aus den Jahren 1930–1934. ebenda 1935).
- als Herausgeber: Mycologisches Centralblatt. Zeitschrift für allgemeine und angewandte Mycologie. = Mycological review. = Revue mycologique. = Rivista micologica. Jg. 1, 1912 – Jg. 5, 1914/1915, ZDB-ID 535574-6.
- Epidemisch auftretende Stomatitis ulcerosa. 1922 (Erlangen, Universität, medizinische Dissertation, vom 12. September 1922, ungedruckt).